# Premi Loewe
El Premi Loewe (nom original Premi Internacional de Poesia Fundació Loewe) és un dels més prestigiosos guardons de l'actual poesia espanyola, patrocinat per la fundació homònima i publicat per l'editorial Visor. La seva quantia actual és de 25.000 €. La seva primera edició va tenir lloc en 1988.

## Guardonats
- 1988, Juan Luis Panero Blanc, per Galería de fantasmas
- 1989, Jaime Siles, per Semáforos, semáforos
- 1990, Bernardo Schiavetta, per Fórmulas para Cratilo
- 1991, Álvaro Valverde, per Una oculta razón
- 1992, Felipe Benítez Reyes, per Sombras particulares
- 1993, Luis García Montero, per Habitaciones separadas
- 1994, Alejandro Duque Amusco, per Donde rompe la noche
- 1995, Rafael Courtoisie, per Estado sólido
- 1996, César Simón, per Templo sin dioses
- 1997, Jenaro Talens, per Viaje al fin del invierno
- 1998, José María Álvarez, per La lágrima de Ahab
- 1999, Antonio Cabrera, per En la estación perpetua
- 2000, Lorenzo Oliván, per Puntos de fuga
- 2001, Vicente Gallego, per Santa deriva
- 2002, Miguel Ángel Velasco, per La miel salvaje
- 2003, Carlos Marzal, per Fuera de mí
- 2004, desert (retirat a Antonio Gracia, per Devastaciones, sueños)
- 2005, Guillermo Carnero Arbat, per Fuente de Médicis
- 2006, Juan Antonio González Iglesias por Eros es más
- 2007, Vicente Valero per Días del bosque
- 2008, Cristina Peri Rossi per PlayStation
- 2009, José Luis Rey, per Barroco.[1]
- 2010, Joaquín Pérez Azaústre, per Las Ollerías.[2]
- 2011, Álvaro García, per Canción en blanco.[3]
- 2012, Juan Vicente Piqueras, per Atenas.
- 2013, Antonio Lucas, per Los desengaños.[4]
- 2014, Oscar Hahn, per Los espejos comunicantes
- 2015, Víctor Rodríguez Núñez per despegue.[5]
- 2016, José Ramón Ripoll, per La Lengua de los otros
- 2017, Ben Clark, per La policía celeste
- 2018, Basilio Sánchez, per He heredado un nogal sobre la tumba de los reyes

## Premi a la Creació Jove
També es concedeix un Premi a la Jove Creació (fins a 30 anys), i que han aconseguit, entre d'altres, Juan Pablo Zapater, Vicente Gallego, Vicente Valero, Josefa Parra, Bruno Mesa, Joaquín Pérez Azaústre, Carlos Fonseca, Javier Vela, Elena Medel i María Gómez Lara i Carla Badillo Coronado.